# Orecta
Orecta este un gen de molii din familia Sphingidae. 

## Specii
- Orecta acuminata - Clark 1923
- Orecta fruhstorferi - Clark 1916
- Orecta lycidas - (Boisduval 1875)
- Orecta venedictoffae - Cadiou 1995